# Eyalato de Varat
El eyalato de Varat (también conocido como bajalato o provincia de Varat; en turco otomano: ایالت وارد; Eyālet-i Vārad‎) fue una entidad territorial administrativa del Imperio otomano formada en 1660. Varat limitaba con el eyalato de Buda en el oeste, eyalato de Temeşvar en el suroeste, eyalato de Eger en el noroeste, el principado vasallo de Transilvania en el sureste y el Reino de Hungría de los Habsburgo en el norte.

## Historia
Varat (actual Oradea) se convirtió en la sede de un gobernador otomano (beylerbey) en 1660. Antes de la formación del eyalato, su área era principalmente parte del principado vasallo de Transilvania. Algunos territorios que antes pertenecían a los eyalatos de Temeşvar y Eger también se incluyeron en el de Varat. 
En junio de 1692 el eyalato fue conquistado por los Habsburgo y cedido a Austria por el tratado de Carlowitz en 1699. Su territorio se incluyó posteriormente en el Reino Habsburgo de Hungría y el Principado Habsburgo de Transilvania. 

## Divisiones administrativas
Los sanjacados de Varat en el siglo XVII:
1. Sanjacado de Varat (Oradea)
2. Sanjacado de Salanta (Salonta)
3. Sanjacado de Debreçin (Debrecen)
4. Sanjacado de Halmaş (Nagyhalász)
5. Sanjacado de Şenköy (Sâniob)